# 笑いの金メダル
『笑いの金メダル』（わらいのきんメダル）は、朝日放送（ABC）とテレビ制作会社である株式会社社員の共同制作により、2004年4月16日から2007年6月24日まで、テレビ朝日系列で放送されていたお笑い演芸バラエティ番組。2000年代中盤に発生したお笑いブームの中で誕生したネタ見せ番組の1つだった。略称：笑金（わらきん、WARAKING）。

## 概要・沿革

### 初期
2003年11月に『世界プチくら!』が終了、翌週の12月5日に『お笑いPRIDE!頂上決戦スペシャル』（金曜21:00 - 21:54。この時の司会はさまぁ〜ずと石川亜沙美）が（ルールはほぼ「笑いの金メダル」の初期ルールに近い形で）放送され、ドランクドラゴンがインパルス（レギュラー化してからは、出演していない）と争って優勝し、賞金100万円を獲得した。スタッフや制作会社も『笑いの金メダル』と同じであった。
2004年4月16日に『笑いの金メダル・爆笑統一王座決定戦』として放送開始（初回は2時間スペシャル）。司会の三宅裕司は『運命のダダダダーン!』以来、同枠に1年ぶりに復帰。番組開始当初は、毎回6組のお笑い芸人がネタを披露し、優勝者を決するという番組であった（詳細は後述）。コーナーコールは格闘家のボブ・サップが務めた。当初は6組のお笑い芸人が3組ずつに分かれるトーナメント戦だったが、2004年7月以降は5組のお笑い芸人によるネタ勝負に変更されるといったテコ入れが施された。
2004年6月、深夜枠で『笑いの金メダルjr. くりぃむ杯』が放送された。計30組の若手芸人が「ギャル」「おっさん」「外国人」各10名ずつがそれぞれ審査する3つのブロックに分けられ、ゴールデン枠の出場を掛け争った。最終決戦にはヤングキャベツ・東京ダイナマイト・キングオブコメディ・アンガールズ（敗者復活枠）の4組が勝ち残り、東京ダイナマイトが優勝した。
2004年10月22日放送分から番組セット・内容がリニューアル。ボブ・サップが降板、タイトルも『笑いの金メダル』に変更され、オープニング映像も新しくなった。金メダル争奪戦は廃止され、「笑いのテーマパーク」というコンセプトのもと、ネタ以外のコーナーや芸人がゲームに挑む企画などが大幅に増え、ほぼネタのみで構成される『エンタの神様』との差別化が図られた。
2005年2月11日の2時間特番『大告白スペシャル』は、NHK『紅白歌合戦』（再放送）の視聴率14.8%を0.8%上回る15.6%の視聴率をマークした（週刊新潮2月24日号より）。当初は『ミュージックステーション800回記念スペシャル』（テレビ朝日制作）の予定で、本番組は翌週の予定だったが（月刊テレビ雑誌各誌による）紅白の再放送を受け放送日を入れ替えたことが功を奏した。
2005年6月3日、この日はテレビ朝日系列で深夜に「2006 FIFAワールドカップドイツ大会・アジア地区最終予選 バーレーンvs日本戦」を放送するのを受け、笑金メンバーと仮想バーレーン代表によるミニサッカー大会を実施。また、スタジオでは笑金メンバーも日本代表のユニフォームを着たり、当日の読売新聞・朝刊のテレビ欄の広告に「2006・FIFAワールドカップドイツ大会・アジア地区最終予選 バーレーンvs日本戦」と合同広告をした。
2005年8月24日にトータス松本プロデュースで笑金オールスターズ名義で笑金メンバーが歌う「ココロ花」を発売した。笑金オールスターズについては後述。

### 日曜20時台に移動
2006年4月の改編で金曜9時枠に朝日放送・テレビ朝日の共同制作のドラマ枠（通称：金9、第1シリーズは『富豪刑事デラックス』）が再開されることになったため、アスベスト問題などで週一放送が困難になった『大改造!!劇的ビフォーアフター』の後番組として日曜日20時台 (19:58-20:54) に変更される。これに伴い『ターニングポイント』以来6年半続いていた金曜日21時台の朝日放送制作のバラエティ番組枠は一旦終了。2011年4月から浜田雅功司会のバラエティ番組『Oh!どや顔サミット』が始まるまで5年間待つことになる。
日曜20時台に移動した当時、平均視聴率は7 - 8%前後と金曜時代よりも苦戦していた。
2006年10月22日の放送より、セットの再リニューアルが行われ、再びオープニングからゲストが出演するようになった。しかし放送当日、番組のAD2人（制作会社より派遣）が大麻取締法違反容疑で現行犯逮捕された。
2006年10月29日 - 11月26日の間、スポーツ中継等のため5週にわたり番組が休止された。12月3日・10日は通常放送されたものの、翌17日からは「M-1グランプリ」等、年末年始特番のため再び5週間休止となった。
2007年に入っても2月18日に2時間スペシャル (18:56 - 20:54) が放送されるのみで、「2007年世界水泳選手権」等のため4月29日のスペシャルまで実に6週間も休止した。
なお2006年10月1日放送分より編成上の都合で「旅の香り」と交互に隔週の2時間スペシャル放送となっていた（スポーツ中継等による休止があまりに多かったため形骸化していたが）。休止された間に放送されたスポーツ中継も平均視聴率7%と、日によっては笑金よりも低迷した。
長らく三宅裕司とくりぃむしちゅーが司会進行を務めていたが、2007年3月11日の放送をもって三宅支配人が「ロサンゼルスへの転勤」との名目で降板となった。

### リニューアル、番組の終了
2007年4月29日より視聴率回復のため再度リニューアルが行われ、お笑い芸人が体を張って行うチームバトル形式の内容となる。番組タイトルも『笑いの金メダル - THE BATTLE -』に変更、タイトルロゴとセットもリニューアルされたが、初回は視聴率5.7%（関東地区調べ）に留まった。その後も視聴率は一桁台を続け、2007年5月20日及び翌週の5月27日の放送では、番組史上最低の5.6%という視聴率を記録するなど、人気低迷が顕著となり、2007年6月24日の放送をもって打ち切りとなった。
最終回ではこれまでは触れられなかったネタバトル時やバラエティ企画だった頃の映像や詳細を振り返りながら芸人がネタを披露し、最後にくりぃむしちゅーが最後の言葉を述べた後、これまでの出演芸人一同と出演者全員による記念写真で終了した。

## 出演者

### 司会
- 三宅裕司（2004年4月16日 - 2007年3月11日）
- くりぃむしちゅー（上田晋也・有田哲平）
- 田丸麻紀（2004年4月16日 - 2006年3月24日）
- Mie（2006年4月16日 - 2007年6月24日）
- 斉藤祐子
- 広沢玲子
- 片平なぎさ

### レギュラー
- アンガールズ
- カンニング竹山
- タカアンドトシ
- チュートリアル
- ペナルティ
- ホリ
- ますだおかだ

### 最高責任者
- ボブ・サップ（格闘家・第24回まで ただし実質的な出演は3回のみ）
  - 執事:清水章吾（第24回まで・第25回からは「笑いのコンシェルジェ」として出演。2005年8月19日放送をもって降板。24回まではナレーターも兼務）

### 出演した芸人（50音順）
- 赤P-MAN
- アゴイノキ
- 浅越ゴエ
- あばれヌンチャク
- アメリカザリガニ
- アンジャッシュ
- アンタッチャブル
- アントキの猪木
- アントニオ小猪木
- 庵
- 池乃めだか
- イシバシハザマ
- いつもここから
- いとうあさこ
- 井上マー
- インスタントジョンソン
- 梅垣義明
- 江頭2:50
- エスパー伊東
- 江戸むらさき
- エレキコミック
- 宴人
- えんにち
- オオカミ少年
- 大木こだま・ひびき
- おぎやはぎ
- 大西ライオン
- 男と女
- オリエンタルラジオ
- カンニング
- きぐるみピエロ
- 麒麟
- キャン×キャン
- キングオブコメディ
- キングコング
- クールポコ
- くじら
- くまだまさし
- 劇団ひとり
- ケンドーコバヤシ
- コア
- 号泣
- 小島よしお
- 5番6番
- ゴリけん
- コンツ
- コンマニセンチ
- 桜井ちひろ
- さくらんぼブービー
- ザ・たっち
- サバンナ
- 360°モンキーズ
- ザブングル
- ザ・プラン9
- 三拍子
- 自然隊
- 次長課長
- 品川庄司
- 島木譲二

- 島田夫妻
- ジャイアント小馬場
- シャカ
- ジャリズム
- ジャルジャル
- シャンプーハット
- 瞬間メタル
- 末高斗夢
- ストロング・マイマイズ
- スピードワゴン
- ダイス
- だいたひかる
- ダイノジ
- タイムマシーン3号
- タカアンドトシ
- タカダ・コーポレーション
- タケウチパンダ
- 田代32
- ダチョウ倶楽部
- 田上よしえ
- ダブルブッキング
- たむらけんじ
- 弾丸ジャッキー
- ダンディ坂野
- 千鳥
- チャイルドマシーン
- チャド
- 長州小力
- 超新塾
- チョップリン
- 椿鬼奴
- つぶやきシロー
- TKO
- 出川哲朗
- テツandトモ
- 鉄拳
- 天津
- 東京ダイナマイト
- 東京03
- トータルテンボス
- どーよ
- どきどきキャンプ
- どくろ団
- 飛石連休
- 友近
- ドランクドラゴン
- とろサーモン
- 長井秀和
- 中川家
- なかやまきんに君
- 南海キャンディーズ
- にしおかすみこ
- 2丁拳銃
- 日刊ナンセンス
- ニブンノゴ!
- 猫ひろし
- ねんど大介
- ハイキングウォーキング
- 博多華丸・大吉
- バカリズム

- 爆烈Q
- 波田陽区
- X-GUNさがね
- パックンマックン
- パッション屋良
- バナナマン
- はなわ
- パペットマペット
- 原口あきまさ
- ハリガネロック
- ハリセンボン
- ハローバイバイ
- 髭男爵
- ビッキーズ
- 昼メシくん
- ヒロシ
- フットボールアワー
- 藤崎マーケット
- FUJIWARA
- プチ・ブルース
- ブラックマヨネーズ
- プラスマイナス
- 平成ノブシコブシ
- POISON GIRL BAND
- ホーム・チーム
- BODY
- ほっしゃん。
- 堀内健（ネプチューン）
- ぽんぽこ
- マイケル
- 前田健
- マギー審司
- 松村邦洋
- Mr.マリック
- 南野やじ
- 村上ショージ
- 森三中
- モンキッキー
- 野性爆弾
- 安田大サーカス
- ヤポンスキー
- 山崎邦正
- U字工事
- ゆうたろう
- ライセンス
- 楽珍トリオ
- ラブカップル
- ランディーズ
- リトル清原
- ルート33
- レアレア
- レイザーラモン
- レギュラー
- レッドキング。
- レム色
- 連戦姉妹
- ロバート
- 若井おさむ
- 笑い飯

※最終回で名前が出た芸人、解散、引退、改名した芸人も含む。

#### くりぃむ杯に出演した芸人（50音順）
- 赤いプルトニウム
- アホマイルド
- アンガールズ
- イザベルとベネ
- 浮世絵師
- 火災報知器
- カリカナタ
- キャラメルクラッチ
- CUBE
- キングオブコメディ

- 佐久間一行
- スパルタ教育
- ダーリンハニー
- 長州小力
- 東京ダイナマイト
- ドリンク
- 流れ星
- ななめ45°
- 猫ひろし
- 爆烈Q

- 原田16才
- 髭男爵
- ビックスモールン
- POISON GIRL BAND
- 南の風 (風力3)
- 村田渚
- 名刀長塚
- モジモジハンター
- 山崎末吉
- ヤングキャベツ

### 特別結成芸人
1. ドリームボンバーKEN（ネプチューン堀内健）（2回出演）
2. 馬刺てっぺい（くりぃむしちゅー有田哲平）
3. デーブ&デブ（デーブ・スペクター＆カンニング竹山隆範）
4. バイオリン忍者ター坊（カンニング竹山）
5. パペットマペットオカペット（パペットマペット＆ますだおかだ岡田圭右）（1周年SPのコラボ企画で組まれただけだったが、大反響だったので2回目の出演）
6. ハイテンションズ（ペナルティワッキー＆FUJIWARA藤本敏史）
7. 有田ヒロシ（ヒロシ＆くりぃむしちゅー有田哲平）
8. 田丸山（田丸麻紀＆カンニング竹山）
9. トリオ・ザ・ヤングマン（カンニング竹山＆ロバート山本博＆ロバート馬場裕之）
10. 長井andモンキッキー（モンキッキー＆長井秀和）
11. 一重まぶたーず（ダンディ坂野＆つぶやきシロー）
12. フレッシュandセクシー（劇団ひとり＆カンニング竹山）
13. TEAM出川（ロバート秋山竜次＆出川哲朗＆FUJIWARA原西孝幸）
14. 2丁ワゴン（2丁拳銃＆スピードワゴン）
15. イケメンズ（2丁拳銃小堀裕之＆バナナマン日村勇紀）
16. テツandトモ&安田大サーカス（テツandトモ＆安田大サーカス）
17. イレギュラー（レギュラー＆FUJIWARA藤本敏史）
18. ロバート飯（ロバート＆笑い飯）
19. ハードゲイ探検隊（レイザーラモンHG＆レギュラー）
20. ゆうたろう&ペナルティ（ゆうたろう＆ペナルティ）
21. スピードカンニング（スピードワゴン＆カンニング竹山）
22. 麒麟飯（麒麟＆笑い飯）
23. ヒロシ大サーカス（安田大サーカス＆ヒロシ）
24. W長州（長州小力＆くりぃむしちゅー有田哲平）
25. 金八探検隊（ホリ＆レギュラー）
26. プロテインブラザーズ（ペナルティ＆パッション屋良）
27. ますだおかだ&猫ひろし（ますだおかだ＆猫ひろし）
28. HG&くまだまさし（レイザーラモンHG＆くまだまさし）
29. スピードワゴン&たむらけんじ（スピードワゴン＆たむらけんじ）
30. 鉄拳&中川家（鉄拳＆中川家）
31. バイオリン大サーカス（カンニング竹山＆安田大サーカス）
32. タカアンドトシ&ゆうたろう（タカアンドトシ＆ゆうたろう）
33. レギュラー&長州小力（長州小力＆レギュラー）
34. HG&ダチョウ倶楽部（レイザーラモンHG＆ダチョウ倶楽部）
35. カンニング竹山&ミスターX（カンニング竹山＆Mr.マリック）
36. スピードワゴン&HIRO（スピードワゴン＆安田大サーカスHIRO。但し途中でたむらけんじが乱入）
37. ワッキー&江頭2:50（ペナルティワッキー＆江頭2:50）
38. モノマネ三銃士（くりぃむしちゅー有田哲平＆ますだおかだ岡田圭右＆ホリ）

## 番組内容・コーナー

### 爆笑統一王座決定戦
- 初期のメイン企画。Aブロック・Bブロックにそれぞれ芸人3組が参加しネタを披露。ネタを披露後は司会陣とのトークや後述の「有田FRIDAY」などが行われる。全組終了後ゲスト審査員を含む200人の観客が一番面白かった芸人に投票し得票数1位が決勝進出。決勝ではもう一度ネタを披露し、得票数の多かった方が優勝となり金メダルを獲得。後に5組による一発勝負へと変更された。

### 投稿あなたもヒロシ
- 2004年9月からスタートしたコーナー。ヒロシが、視聴者が投稿した変な看板、人物、オブジェ、大盛りメニュー（又はその店）等のバカ画像を自身のネタのスタイルで紹介する。元々は、ネタバトル時に製作したヒロシTシャツの視聴者プレゼントで、一部の視聴者が送ってきた身近の自虐ネタを映像で紹介したのが始まり。
- 2006年10月からは「投稿あなたもヒロシランキング」として、ランキング形式にリニューアルし、上位は2部に分けて番組の後半に放送されていた。
- 開始当初は出演者がヒロシのネタのスタイルで自虐ネタを言うコーナーがあったが、2005年2月を最後に行なわれなくなった。
- 最優秀作品には、当初は番組特製の金メダルをプレゼントしていたが、中期からは賞金に変更された。
- 後年の『ナニコレ珍百景』に酷似した内容であった。

### 出張ヒロシ
投稿あなたもヒロシの拡大版。ヒロシ自身が海外へ出かけ自虐的なものを紹介する。主にスペシャル版で放送され,これまでに11回放送された。
これまでのロケ地
- 第1回：韓国
- 第2回：台湾
- 第3回：香港&マカオ
- 第4回：タイ
- 第5回：イタリア（この回のみレギュラー版で放送。ネタBGM「ガラスの部屋」を歌うペピーノ・ガリアルディ氏との対面）
- 第6回：ベトナム
- 第7回：上海
- 第8回：韓国（2回目）
- 第9回：香港
- 第10回：タイ（2回目。2006年秋に収録予定であったがクーデターにより2007年1月に延期となる）
- 番外編：韓国（ヒロシに扮したパクリン（カンニング竹山）が過去2回にヒロシが出向いた店などを訪問）
- 第11回：カンボジア

### 投稿!奇跡の写メ
タカアンドトシが視聴者から送られた、偶然携帯電話で撮影された奇跡的な画像を紹介する。ゲストと芸人の撮った写メも紹介され、コーナーの最後にゲストが大賞に選んだ画像の投稿者には特製金メダル型携帯電話が送られる。

### ボケモン
「ポケットモンスター」（ポケモン）のパロディー。お笑い芸人をモンスターに見立てたカードを操り、一回戦毎に別々に20人の審査員を一分間に何人笑わせられるかを有田とゲストチームが競う。対戦ごとに審査員のメンバーも異なり、ワラキンボールの上限はなく落としたボールの多かったチームの勝ちとなる。勝ち負けによる商品・罰ゲームや勝利条件などは回によって異なる。
また、第1回はネタ前の前フリが卵が割れて中からモンスターのイラストが表示されるだけであったが、第2回からは元ネタである「ポケモン」に登場するモンスターボールに似せたカプセルからモンスターを描いたカードが表示されるようになっており、第5回からはネタ中に落ちたボールの数が画面下部に表示されるようになった（ボールが15個前後になるか残り時間10秒前後で消える）。ちなみに、芸人の待機場所やカードの下にQRコードがあるが実際に使用できるかは不明。
一時期はネタを放送するために、このコーナーを毎回放送していた。
- 第1回
  - プレーヤー
    - 有田哲平 65
    - 青田典子&ジャガー横田 63 （罰ゲーム・センブリ茶（ジャガー横田は当時妊娠中で身重であった為、ますだおかだのますだが代わりに2杯飲んだ））

  - 試合内容
    - 1回戦 コダマソノトーリ（博多華丸・大吉）vsキンパチュウ（ホリ）
審査員：お笑い好きのおばさん
    - 2回戦 マネモン（原口あきまさ）vsヘイテンパァ（ますだおかだ）
審査員：お嬢様
    - 3回戦 シバカリーン（ペナルティ）vsフタゴン（ザ・たっち）
審査員：小学校低学年
    - 4回戦 キゼツアルアール（レギュラー）vsオーベーカー（タカアンドトシ）
審査員：日本在住の外国人
※最終戦の為ポイント2倍

  - この回のみのオリジナルルール
    - 4回戦のみポイント2倍。
- 第2回
  - プレーヤー
    - 有田哲平 37 （罰ゲーム・風船爆破）
    - 花田勝 40

  - 試合内容
    - 1回戦 キンパチュウ（ホリ）vsフタゴン（ザ・たっち）
審査員：女子高生
    - 2回戦 スケッチー（鉄拳）vsシバカリーン（ペナルティ）
審査員：外国人小学生
    - 3回戦 ポクチン（FUJIWARA）vsチャーモン（たむらけんじ）
審査員：65歳以上のお年寄り

  - この回のみのオリジナルルール
    - ゲストチームが負けた場合、有田チームに豪華商品を贈呈する予定だった。
- 第3回
  - プレーヤー
    - 有田哲平 54 （商品・最高級マツタケフルコース）
    - アントニオ猪木 42

  - 試合内容
    - 1回戦 シバカリーン（ペナルティ）vsフタゴン（ザ・たっち）
審査員：笑金ファンの小学生
    - 2回戦 ヨギータ（チュートリアル）vsダブルボンバイエ（アントニオ小猪木&アントキの猪木）
審査員：渋谷のギャル
    - 3回戦 キレテフォー（長州小力&レイザーラモンHG）vsパクリン（カンニング竹山・ポイント2倍）
審査員：現役東大生

  - この回からの新ルール
    - 敗者の罰ゲームは無く勝者に豪華商品が送られる。
    - 一部の芸人（たむらけんじ・カンニング竹山）に限りポイントが二倍になる。
    - 芸人は勝負ごとに10組の中から選択する。本来のコンビ以外のこのコーナー限定の組み合わせの芸人も出場。
- 第4回
  - プレーヤー
    - 有田哲平 54 （罰ゲーム・「笑いの金メダルin韓国（後述）」参加）
    - チェ・ホンマン 57 （商品・行きつけの焼肉店の高級肉）

  - 試合内容
    - 1回戦 ガリブー（ハリセンボン）vsシバカリーン（ペナルティ・パーフェクト達成）
審査員：韓国の女子留学生
    - 2回戦 ブツブツハゲハゲ（ブラックマヨネーズ）vsヨギータ（チュートリアル）
審査員：大阪のオバちゃん
    - 3回戦 キワモン（江頭2:50・ポイント2倍）vsパクリン（カンニング竹山）
審査員：アメリカ人の小学生

  - 後に江頭2:50はこの時のネタの最後で「外国人の小学生を前にオナニーをした」と語っているが、放送では制限時間のカウント音やネタ終了のCGが表示されたためわからなくなっていた。
  - オリジナルルール
    - 江頭2:50と安田大サーカスはポイント2倍。
    - 負けた有田チームは韓国の芸人ライブでネタを披露する「笑いの金メダルin韓国」ロケに参加。
- 第5回
  - プレーヤー
    - 有田哲平 （最高級大田原牛、大間マグロ獲得）
    - 上野由岐子・古閑美保・松野明美 （最高級大田原牛、熟成ショコラケーキ獲得）

  - 試合内容
    - 1回戦 チョットカー（タカアンドトシ&ザ・たっち）vsパロディン（ホリ&原口あきまさ）※両チームパーフェクト
審査員：バスガイド
    - 2回戦 イッパツギャガー（サバンナ）vsキドウセンシポッチャリン（若井おさむ&長州小力）
審査員：アキバ系の男性
    - 3回戦 ヘイテンパー（ますだおかだ）vsセクシーデビル（椿鬼奴）
審査員：大阪のオバちゃん

  - この回からのルール
    - ポイント2倍制は廃止

  - オリジナルルール
    - 合計点ではなく対戦ごとにプレーヤーの高いチームに商品贈呈
- 第6回
  - プレーヤー
    - 有田哲平 43 （商品・カニ料理フルコース）
    - 梨花 41

  - 試合内容
    - 1回戦 キンパチュウ（ホリ）vsパクリン（カンニング竹山）
審査員：有名女子大学生
    - 2回戦 オーベーカー（タカアンドトシ）vsオージーチャド（ジパング上陸作戦・チャド）
審査員：外国人の小学生
    - 3回戦 セップク侍（波田陽区）vsコテコッテン（ますだおかだ）
審査員：巣鴨のお年寄り
- 第7回
  - プレーヤー
    - 有田哲平 27
    - 勝俣州和 34 （商品・最高級マグロ丼（史上最低点での勝利））

  - 試合内容
    - 1回戦 オーベーカー（タカアンドトシ）vsシバカリーン（ペナルティ）
審査員：ギャルサー
    - 2回戦 ヘイテンパー（ますだおかだ）vsアマゴン（スピードワゴン）
審査員：ちびっ子格闘家
    - 3回戦 スケッチー（鉄拳）vsチャーモン（たむらけんじ）
審査員：外国人のお年寄り
- 第8回
  - プレーヤー
    - 有田哲平
    - ユンソナ・ヘリョン （最高級伊勢エビ天丼、フカヒレあんかけおこげ獲得）

  - 試合内容
    - 1回戦 キムタッチ（ホリ&ザ・たっち）vsシバカリーン（ペナルティ）
審査員：進学塾に通う小学生
    - 2回戦 ヨギータ（チュートリアル）vsハンバーグライス（スピードワゴン）
審査員：エステティシャン

  - オリジナルルール
    - 第5回と同じく対戦ごとにプレーヤーの高かったチームに商品贈呈
    - 2回戦まで

### お笑いブラックジャック
- 「ボケモン」の前身。トランプのブラックジャックの要領でステージごとに各芸人が一人で特定の共通点を持った審査員21人の前で1分間のネタを披露する。出る芸人は三宅、有田とゲストが順番に芸人を一人ずつ選び、笑った審査員の数が合計で21に近づけるようにする。ピッタリ合計が21を達成するかゲーム終了時点で21に一番近い人と選ばれた芸人が勝利となるが、21を超えるとその時点でゲームオーバーとなる。
- 「ボケモン」との相違点として芸人は本来のコンビとは関係なく一人でネタをする事、衣装や小道具は指定できずステージ上に用意された小道具か自身の動きや言動のみで行う事、出演する芸人は基本的に自由に選べる他に高得点が期待される芸人（ほんこん、坂田利夫など）を一度だけ名前を伏せた状態で選べる点などがある。

### 笑金スター誕生!
2006年10月22日より開始したコーナー。毎週数組の芸人がネタを披露し、会場の観客の得票で70点以上記録した芸人は全て勝ち抜きとなり、5週連続で勝ち抜くと賞金50万円が贈呈される。但し、2006年12月10日は放送されておらず、2007年に入ってからは隔週ペースとなっていた。
五週勝ち抜き達成芸人
- えんにち（2006年10月22日 - 2007年2月18日） 最高得点94点獲得・賞金50万円、副賞ハワイ旅行贈呈
- 宴人（2007年1月28日 - 2007年3月11日） 賞金50万円獲得

その他の出場芸人
- いとうあさこ（2006年10月22日 - 11月5日） 3週勝ち抜き
- 藤崎マーケット（2006年10月22日 - 10月29日） 1週勝ち抜き
- コンツ（2006年10月22日） クリアなし
- プチ・ブルース（2007年2月18日）クリアなし 最低得点48点記録
- 弾丸ジャッキー（2007年3月4日）クリアなし

### ワンミニッツショー!
清水省吾が西（南）は沖縄、東（北）は北海道まで発掘してきた1分だからこそ面白い芸人がネタを披露するコーナー。清水省吾降板後も継続される。
- 以前本スタジオでネタを披露していたマイケル・さくらんぼブービー・ダンディ坂野はこのコーナーに移った（逆にイシバシハザマなどワンミニッツから笑金メンバーへ移行した芸人もいる。HGはワンミニッツに戻った）。
- 2005年11月4日の放送では番組内暴露されたおかしな行動の罰としてますだおかだの岡田圭右ペナルティのワッキーが共に「ワンミニッツショー」に出演。
- また、自らの希望で団長安田、スピードワゴンの井戸田潤、収録に遅刻した罰としてドランクドラゴンの鈴木拓も出演したことがあった。
- 2005年12月2日の放送で、M-1グランプリの歴代チャンピオンである、中川家、ますだおかだ、フットボールアワー、アンタッチャブルの4組。この内、アンタッチャブルの山崎や、ますだおかだの岡田等、グランプリの優勝賞金の使い方が悪かった芸人、そして、M-1グランプリの優勝者ではないが、芸人の中では特に貧乏な麒麟の田村が、なぜか罰としてワンミニッツショーをやる事になった（しかし、岡田がネタをしている途中、同じネタを繰り返しているだけと判断されネタを披露している最中に、ステージ幕が閉まり中断されてしまった）。
- 初期は上記の通り一言ネタやショートコントを主に行っている一分前後にまとめやすい芸人が出演していたが、次第に漫才やコントを行う芸人がわざわざ短時間のネタを披露する事が多くなった。
  - また、ワンミニッツショーのオーディションには受かったが、コーナーのリニューアルにより出演できなかった寿司が番組の最終回に出演しネタを披露している。

### グリルの金メダル
- 毎回、芸人が貧乏時代に作っていた安い材料費で作れる料理を作る(相方が手伝う場合もある)。審査員3-4人が試食した後に味や料理を作っていた頃のエピソードを元に○×で評価し、○が多かったら賞金、×が多かったら特製のボックスの中で水を被る。後に粉に変更された。
- 初期は芸人が一人ずつ簡単な料理を出し、一番美味しいと判断された芸人が賞金を獲得した。また、2004年末のクリスマスSPでは、クリスマスに合う激安料理を芸人が作り、一番美味しいと判断された芸人が賞金を獲得する企画が行なわれた。
- 有田は大抵美味しそうに完食するくせに必ず×をつけており評価の後で理由を語るが、芸人の順番やコーナーのルールなど全く趣旨と関係ない場合もある。
- また、このコーナーをまとめた書籍がワニブックスから発売されている。

### 有田FRIDAY
- 雑誌フライデーのパロディ企画。毎回、芸人の知られざる逸話や過去の恥ずかしいエピソードなどを取り上げるコーナー。
- ネタバトルの頃にヒロシのホスト時代の写真を紹介したのが始まり。2回目からは「桃太郎電鉄」シリーズのキングボンビーに似せたキャラクターが登場した。また、画像やトークだけでなく芸人の身内による手紙やロケ映像などを紹介したこともある。
- 一度だけ、くりぃむしちゅーの過去のネタ映像を紹介する際に、コーナー名が「三宅フライデー」になったことがある（上記と同じように三宅をキングボンビーに似せたキャラクターも登場）。

### 芸人学力診断
2006年3月17日に放送された。小学校高学年レベルの国語・算数・理科・社会の100点満点のテストである。
- 1位 87点 レイザーラモンHG
- 2位 83点 岡田圭右（ますだおかだ）
- 3位 82点 ヒデ（ペナルティ）
- 4位 81点 ホリ
- 5位 77点 たむらけんじ
- 6位 75点 トシ（タカアンドトシ）
- 7位 71点 ヒロシ
- 8位 68点 増田英彦（ますだおかだ）
- 9位 66点 竹山隆範（カンニング）
- 10位 63点 福田充徳（チュートリアル）
- 11位 62点 西川晃啓（レギュラー）
- 12位 59点 ゆうたろう
- 13位 58点 タカ（タカアンドトシ）
- 14位 54点 長州小力
- 15位 53点 鉄拳
- 16位 52点 ワッキー（ペナルティ）
- 17位 47点 団長（安田大サーカス）
- 18位 43点 徳井義実（チュートリアル）
- 19位 32点 クロちゃん（安田大サーカス）
- 20位 27点 松本康太（レギュラー）
- 21位 14点 HIRO（安田大サーカス）

### 笑いの金メダルin韓国
- 2007年1月21日に放送。上記の「ボケモン」でチェ・ホンマンに敗れたチュートリアル、カンニング竹山、ペナルティ、有田が罰として韓国のネタ番組に出演。進行役として上田とMieの二人と通訳としてますだおかだの岡田も同行した。
  - 番組内ではボケモンのキャラクター名で出演した。有田は他芸人のネタをパクるスタイルの竹山と共にヒゲダンスを披露した。また本来、出演予定のなかった岡田も飛び入り参加するが、思いつきの一発ネタを一分ほど披露しただけで舞台袖に戻ってしまい、司会の地元タレントや有田達を呆れさせた。
  - ロケ企画として地元の料理店なども立ち寄っており、上田とMieは有田達が準備の為に収録スタジオに向かった後も地元の観光スポットを巡り、収録時は客席から有田達を観ていた。

### 夏休み特別企画・疑問解決！有田相談室
- 2006年7月30日に放送。「ジャンケンの時、その時の感情で出す手が左右されるという噂は本当か」という視聴者の質問を、芸人を使ったドッキリビデオの形で検証した。
- 検証１
  - 被験者：ワッキー（ペナルティ）
  - 内容：ワッキーがマネージャーと打ち合わせに向かう途中、女性ファン数人に記念撮影を頼まれる。それに対してマネージャーが「時間がないのでワッキーとジャンケンして勝った人だけ」と提案しジャンケン勝負に。女性ファンに囲まれ有頂天のワッキーはパーを出すのか？
  - 結果：予測通りパーを出し、「嬉しい・楽しい気分の時はパーを出しやすい」と証明された。
- 検証２
  - 被験者：増田英彦（ますだおかだ）
  - 内容：喫茶店でマネージャーと相方・岡田の三人で打ち合わせをしていたが、そこで態度の悪い店員と口論になり、その場を収拾するために岡田がジャンケン勝負を提案する。怒った増田はグーを出すのか？
  - 結果：予測通りグーを出し、「怒っている時はグーを出しやすい」と証明された。
- 検証３
  - 被験者：小沢一敬（スピードワゴン）
  - 内容：番組の釣り対決企画のロケと称して相方・井戸田と審判役の阿藤快との三人で釣り船に乗り海へ出る。だがそこで船が浸水し始め、緊急事態の中船内には救命胴衣が一つしかない事が判明。そこでこれを誰が使うかジャンケンで決めようと阿藤が提案する。パニック状態の小沢はチョキを出すのか？
  - 結果：意外な展開を迎える。真っ青になって震えていた小沢は「家庭持ってる人を犠牲にして独り身の俺が助かる事なんてできない」「俺はどうなってもいいから、潤と阿藤さんの二人でジャンケンして決めて」とこの提案を頑なに拒絶。他の二人を気遣い彼らのために命を捨てる覚悟を決めるという、意外にも（？）男気のある一面を見せた。結果、「本当にパニックに陥った時はジャンケンを拒む」と証明された。

### -THE BATTLE-
- 毎回、TEAM笑金の芸人たちの中から数名がチームを組み有田チームと共通のテーマで対決。その対決の準備の模様と結果がスタジオで披露され、審査により勝者を決定。勝ったチームには特製金メダルが授与される。
- 審査後、審査員の一人が負けたチームの中から一番頑張っていなかった人をダメVPとして選びブラックメダルが授与される。ブラックメダルを3枚集めると恐ろしい事になる予定だったが3枚獲得者は出なかった。
- 通常、芸人たちのチームとゲストによるチームによる2-3チームの戦いであるが、回によっては個人戦となる。

#### 戦績
第1回 自漁自作 海鮮丼対決
材料の調達と調理を自ら行い、スタジオで審査員の試食し最も得票の多かったチームが勝利。
勝者 芸人レッドチーム（ペナルティ・ますだおかだ・チュートリアル）-北海オホーツク丼 4票
2位 芸人ブルーチーム（タカアンドトシ・ホリ・カンニング竹山・アンガールズ）-エビづくし丼 1票
3位 有田チーム（香田晋・舞の海）-江戸前あぶり丼 0票
第2回 アイデアドミノ対決
1週間で5万個のドミノを並べ芸術性を競う。スタジオでドミノの模様が披露されドミノが止まった時点で終了となり、3人の審査員の得票が多かったチームが勝利。
勝者 でんじろう軍団（米村でんじろう・大沢あかね・小野真弓・橋本愛実・松井絵里奈・伊藤あい・滝ありさ）
敗者 TEAM笑金（ますだおかだ・アンガールズ・ホリ・カンニング竹山（ダメVP）） 
※罰ゲーム 悪臭空気大砲（ダメVPに選ばれた竹山が先頭になって食らう。尚、ロケには参加していなかったチュートリアルも罰ゲームに参加させられた）
第3回 スーパーマジック対決
世界の一流マジシャンから教わったマジックをスタジオで披露し、審査員の得票が最も多かった芸人が勝利。
勝者 くりぃむしちゅー有田 2票
2位 チュートリアル 1票
3位 タカアンドトシ 0票（ダメVP）
- この回は事前に若手芸人にあるテーマの宿題を課し、有田が芸人の回答を独断でランキング形式に発表する「芸人性BATTLE ザ・アリタ7」が放送された（この回のテーマは有名人のそっくりさん）。しかし、以降の回では放送されずこのコーナーは1回限りとなった。

第4回 爆笑披露宴祝辞対決
芸能人22組が上田とMieの仮想披露宴で祝辞を披露し、仲人役の西川きよし、北斗晶を含めた4人に最も面白いと評価された出演者が勝利。司会役の有田が「これ以上続ける必要がない」と判断した場合は祝辞の最中でも幕が下ろされ強制終了となる。
- 勝者 小島義雄
- ダメVP ますだおかだ

- アンガールズ
- カンニング竹山
- タカアンドトシ
- チュートリアル
- ペナルティ
- ホリ

- 大林素子
- 川崎麻世&大澄賢也
- 彦摩呂
- いとうあさこ
- 宴人
- キャン×キャン

- 360°モンキーズ
- ザブングル
- タカダコーポレーション
- にしおかすみこ
- BODY（椿鬼奴・増谷キートン）
- 前田健
- レアレア

第5回 爆笑披露宴祝辞対決 第2弾
芸能人達が上田と西川史子の仮想披露宴で祝辞を披露、最も面白いと評価された出演者が勝利。今回は上田、西川と仲人役の西川きよし、柴田理恵の4人が出演者ごとに面白いと思ったらボタンを押し、押した人数が多かった出演者を優先して評価した。
- 勝者 和泉元彌
- ダメVP ますだおかだ

- アンガールズ
- カンニング竹山
- タカアンドトシ
- チュートリアル
- ペナルティ

- ホリ
- 藤崎マーケット
- T・K・O
- 鎌鼬
- ジャルジャル

- ハイキングウォーキング
- 平成ノブシコブシ
- どきどきキャンプ
- 小島義雄
- BODY
- 嶋大輔

第6回 テッパントークGP
出演者が様々なテーマで即興のトークを話す。ゲストと会場の審査員100人が○×のボタンで評価し、トーク終了時点での○を押していた人数が得点となり、総合得点が一番高かったチームが勝利。
- 勝者 チーム有田（勝俣州和、はしのえみ、東京ダイナマイト・松田、湯浅卓、有田哲平、上田晋也）
- 2位 チームブルー（カンニング竹山、タカアンドトシ、チュートリアル、ホリ）
- 3位 チームレッド（ペナルティ、ますだおかだ、アンガールズ(ダメVP)）
  - テーマ ハートフルな話、ちょっと泣ける話、怖い話、ロマンティックな話、武勇伝、得する話

最終回 卒業パーティ
これまで番組に出演した22組の芸人が普段のネタや、複数の芸人によるコラボネタを披露し評価などは行わなかった。ゲストとして西川きよしも出演したが、かつてこの番組のレギュラーであり、番組に貢献したヒロシ、レギュラー、安田大サーカスは出演しなかった。
- くりぃむしちゅー
- アンガールズ
- カンニング竹山&ホリ
- タカアンドトシ
- チュートリアル
- ペナルティ
- ますだおかだ

- インスタントジョンソン
- えんにち
- 小島よしお
- 寿司(ことぶきつかさ)
- ザブングル
- スピードワゴン
- 長州小力

- テツandトモ
- 東京ダイナマイト
- 猫ひろし
- BODY&HG
- FUJIWARA
- マギー審司&ザ・たっち

## スタッフ
- 笑いの金メダル製作委員会
  - 上田晋也（くりぃむしちゅー）
  - 有田哲平（くりぃむしちゅー）
  - Mie（美恵）
- ナレーター
  - 根岸朗
  - 尾又淑恵
  - 森本レオ
- 構成：福原フトシ、石原健次、天野慎也、くらなり、永田篤、オークラ、藤谷弥生 / 成田はじめ
- リサーチ：プラモ、ビスポ、ワイズプロジェクト
- TP (テクニカルプロデューサー)：別府忠久（以前はテクニカルディレクター担当）
- TD (テクニカルディレクター)：山田洋和（以前はカメラ担当）
- CAM (カメラマン)：杉山紀行
- VE (ビデオエンジニア)：船山道夫
- VTR：徳永一馬
- MIX (ミキサー音声)：平川圭史
- LD (ライティングディレクター)：橋本俊夫
- 音響効果：矢部公英、小田切暁
- 編集：青沼毅
- MA：松尾隆裕
- 美術プロデューサー：木村文洋
- セットデザイン：別所晃吉
- 美術進行：横山勇
- 大道具：成島好美
- アクリル装飾：中井丈晴
- 視覚効果：中山信男
- マルチモニター：丸山明道
- 電飾：山口紗織
- 衣裳：佐藤和代（松竹衣裳）
- タイトルロゴ：安居院一展
- CG：森三平、グレートインターナショナル、テレビ朝日クリエイト
- タイムキーパー：柳瀬美枝
- 番組広報：川井真紀（朝日放送）
- 番組デスク：松原幹（朝日放送）
- 制作デスク：永見知子
- AD (アシスタントディレクター)：木村憲太郎、村上誠一郎、高畑忠司、馬場洋介、山崎正幸
- AP (アシスタントプロデューサー)：坂井美継、黒崎則子、工藤江美子
- ディレクター：岡本光弘、小峰智、目黒隆志、今村光宏、荒木靖、川名良和
- 演出：辻史彦・伊藤拓哉（朝日放送）、奥田隆英、小林賢一、澤田親宏、古賀謙一、長久弦
- プロデューサー竹島和彦（朝日放送）、寺本俊司、松本光司
- チーフプロデューサー：吉川知仁（朝日放送）
- 技術協力：池田屋、e-naスタジオ、テルミック
- 美術協力：フジアール
- 収録スタジオ：テイクスタジオ
- 制作協力：DAWN.ドーン
- 製作：朝日放送、社員

### 過去のスタッフ
- 笑いの金メダル製作委員会
  - 三宅裕司
  - 田丸麻紀
  - ボブ・サップ
  - 清水章吾
- チーフプロデューサー：藤田和弥（朝日放送）
- プロデューサー：柴田聡
- プロデューサー・総合演出：小川隆弘（朝日放送）
- 構成：青山通、北本かつら、松本真一、田中大祐、東京太郎
- リサーチ：高橋秀一
- 番組広報：相馬洋（朝日放送）
- ディレクター：田中和也（朝日放送）、又平和己、高橋秀明、藤本創、高畑慎一、笹野大司
- AD：北原・コンパ・伸明、石持克憲、大橋あり、斎藤和恵、勝部アイ、加藤岳、作道智子、武田泰秀、中川寛之、大矢啓太
- TD：榎本吉雄、栄倉正美（共にテクノマックス）
- CAM：鈴木智昭（テクノマックス）
- VE：金野勝、横田廣志（共にテクノマックス）
- スタジオVTR：大澤広
- MIX：山崎和敏
- 編集：五郎丸亮
- セットデザイン：野口陽介
- スタイリスト：冨樫理英（CPルーム）
- CG：鈴木鉄平、北岡誠、デジデリック
- ロケ技術：MABU

## ネット局と放送時間
2007年6月の番組終了時点でのもの。なお同時ネット局においても、放送枠の都合で開始時間や曜日が異なるケースがあった。
| 放送対象地域  | 放送局             | 系列           | ネット形態 |
| ------------- | ------------------ | -------------- | ---------- |
| 近畿広域圏    | 朝日放送           | テレビ朝日系列 | 制作局     |
| 関東広域圏    | テレビ朝日         | テレビ朝日系列 | 同時ネット |
| 北海道        | 北海道テレビ       | テレビ朝日系列 | 同時ネット |
| 青森県        | 青森朝日放送       | テレビ朝日系列 | 同時ネット |
| 岩手県        | 岩手朝日テレビ     | テレビ朝日系列 | 同時ネット |
| 宮城県        | 東日本放送         | テレビ朝日系列 | 同時ネット |
| 秋田県        | 秋田朝日放送       | テレビ朝日系列 | 同時ネット |
| 山形県        | 山形テレビ         | テレビ朝日系列 | 同時ネット |
| 福島県        | 福島放送           | テレビ朝日系列 | 同時ネット |
| 新潟県        | 新潟テレビ21       | テレビ朝日系列 | 同時ネット |
| 長野県        | 長野朝日放送       | テレビ朝日系列 | 同時ネット |
| 静岡県        | 静岡朝日テレビ     | テレビ朝日系列 | 同時ネット |
| 富山県        | チューリップテレビ | TBS系列        | 遅れネット |
| 石川県        | 北陸朝日放送       | テレビ朝日系列 | 同時ネット |
| 中京広域圏    | メ〜テレ           | テレビ朝日系列 | 同時ネット |
| 島根県 鳥取県 | 日本海テレビ       | 日本テレビ系列 | 遅れネット |
| 広島県        | 広島ホームテレビ   | テレビ朝日系列 | 同時ネット |
| 山口県        | 山口朝日放送       | テレビ朝日系列 | 同時ネット |
| 香川県 岡山県 | 瀬戸内海放送       | テレビ朝日系列 | 同時ネット |
| 愛媛県        | 愛媛朝日テレビ     | テレビ朝日系列 | 同時ネット |
| 高知県        | 高知放送           | 日本テレビ系列 | 遅れネット |
| 福岡県        | 九州朝日放送       | テレビ朝日系列 | 同時ネット |
| 長崎県        | 長崎文化放送       | テレビ朝日系列 | 同時ネット |
| 熊本県        | 熊本朝日放送       | テレビ朝日系列 | 同時ネット |
| 大分県        | 大分朝日放送       | テレビ朝日系列 | 同時ネット |
| 宮崎県        | 宮崎放送           | TBS系列        | 遅れネット |
| 鹿児島県      | 鹿児島放送         | テレビ朝日系列 | 同時ネット |
| 沖縄県        | 琉球朝日放送       | テレビ朝日系列 | 同時ネット |

## 笑金オールスターズ
この企画は2004年12月17日のクリスマスSPのトークから始まった。テツandトモなどの芸人がCDデビューする中、自分たちもデビューしてみたいという話が持ち上がった。そして、2005年4月22日オンエアで、くりぃむしちゅーがウルフルズのトータス松本に曲提供を依頼し、そのメインボーカルを決めるべく『ハモリの金メダル』を数回行い、7月1日オンエアの夏祭りSPでペナルティがメインボーカルに決定した。
そして遂に8月24日にトータス松本作曲・本間昭光プロデュースで『ココロ花』が発売し、8月26日放送の「MUSIC STATION」に笑金オールスターズ名義で生出演した。その直後の笑いの金メダルは生放送となった。
トータスからの提案で、初登場でなくてもいいのでオリコンランキングで10位以内に入らなければ笑金メンバー全員パンチパーマにすることも決定した。9月5日付のウィークリーチャートで初登場24位となり、その後上昇する機運が見られなかったため、10月28日放送で司会の三宅・くりぃむしちゅーの上田・有田も含めて全員パンチパーマになる結果となった。ちなみにレイザーラモンHGは帽子をかぶっていたため不明、長州小力はバッハ似だった（女性レギュラーの田丸麻紀、放送ではVTR出演のみのヒロシ、髪型の都合によるレギュラー松本、安田大サーカスHIRO・クロちゃん、イシバシハザマ石橋、タカアンドトシ トシ、及び当日出演していない女芸人の南海キャンディーズのしずちゃんこと山崎、森三中の黒沢かずこ・村上知子・大島美幸を除く）。
オリコンデイリーチャート最高11位。ちなみにこのCDは朝日放送から発売されたためオリコンではインディーズ扱いとなり、同日付のインディーズチャートでは1位だった。
また、2007年5月13日放送の「ドミノ倒し対決」（前述）ではTEAM笑金が鉄筋をドミノで鳴らしこの曲のサビの部分を披露した（この時、実況の梶原しげるはこの曲を「封印された過去」と紹介した（目標であったオリコン10位以内を達成できなかったためだと思われる））。しかし、それ以降も最終回までエンディングではこの曲が使われていた。

### レコーディング参加メンバー
- くりぃむしちゅー
- ペナルティ（メインボーカル）
- レギュラー
- カンニング竹山
- ヒロシ
- ロバート
  - この他、デビューライブではテツandトモや、レイザーラモンHGとパペットマペットが組むなど2人ずつ（ロバートのみ3人）歌っていた（くりぃむしちゅーのソロパートは通常通り）。また、後にいろいろな音楽番組にも出演したがその都度メンバーは替わっている。

### 出演番組
- MUSIC STATION（レコーディングメンバーに加え、ますだおかだ、安田大サーカスなどの笑金メンバー計23人が集結。カンニング竹山以外はMステ初出演。南海キャンディーズは人気企画を含んで2回出演した）
- HEY!HEY!HEY! MUSIC CHAMP（レコーディングメンバーのみ）

## 番組公式サイト
- 第8回の放送から、番組公式サイトでスポーツ新聞の一面を模した「WARAスポ」と言うコーナーが開始された。このコーナーはネタバトル時代は毎回の放送終了後に結果や詳細、放送では取り上げられなかった裏話を収録していた。
- バラエティ企画にリニューアルしてからもしばらくは前回の放送内容を取り上げていたが、2005年からは次回の放送内容を紹介した予告コーナーに変わった。
  - 2007年春のリニューアルで番組公式サイトのデザイン一新に伴い終了した。
- これ以外に2004年7月からは番組に出演して欲しい芸人のアンケートを行なっており、1か月間の投票結果をランキングで発表していた。2005年7月をもって募集は終了。
- ネタバトル時は次回の出場芸人とこれまでに金メダルを獲得した芸人を記載していたが、ハローバイバイが「ハローグッバイ」と表記されたり、さくらんぼブービーのネタの解説で「加地くんじゃない?（正しくは鍛冶）」と記載されるなど誤記も何度かあった。

## 歴代エンディングテーマ
- 「Peace&Love」 DGem（2004年7月 - 9月）
- 「未・来・形」 小野真弓（2004年10月 - 2005年7月）
- 「ココロ花」 笑金オールスターズ（2005年8月 - 2007年6月）